# Campionati mondiali di canoa/kayak slalom 2013
I Campionati mondiali di canoa/kayak slalom 2013 sono stati la 35ª edizione della manifestazione. Si sono svolti a Praga, in Repubblica Ceca, dall'11 al 15 settembre 2013.
La città ha ospitato il mondiale per la seconda volta, dopo l'edizione 2006.

## Medagliere
| Pos.   | Paese         | Oro | Argento | Bronzo | Totale |
| ------ | ------------- | --- | ------- | ------ | ------ |
| 1      | Rep. Ceca     | 3   | 3       | 0      | 6      |
| 2      | Gran Bretagna | 2   | 1       | 1      | 4      |
| 3      | Australia     | 2   | 0       | 0      | 2      |
| 4      | Slovacchia    | 1   | 2       | 1      | 4      |
| 5      | Francia       | 1   | 1       | 3      | 5      |
| 6      | Italia        | 1   | 0       | 0      | 1      |
| 7      | Germania      | 0   | 2       | 2      | 4      |
| 8      | Polonia       | 0   | 1       | 1      | 2      |
| 9      | Slovenia      | 0   | 0       | 2      | 2      |
| Totale | Totale        | 10  | 10      | 10     | 30     |

## Podi

### Uomini
| Evento        | Oro                                                                                                  | Perform. | Argento | Perform. | Bronzo                                                                                              | Perform. |
| Canoa         | |          | |          | |          |
| C-1           | David Florence                                                                                       | 102,53   | Alexander Slafkovský                                                                                         | 103,36   | Benjamin Savšek                                                                                     | 105,79   |
| C-1 a squadre | Slovacchia Michal Martikán Alexander Slafkovský Matej Beňuš                                          | 118,98   | Germania Sideris Tasiadis Jan Benzien Franz Anton                                                            | 119,77   | Francia Denis Gargaud Chanut Jonathan Marc Nicolas Peschier                                         | 122,84   |
| C-2           | David Florence / Richard Hounslow                                                                    | 114,10   | Jaroslav Volf / Ondřej Štěpánek                                                                              | 114,14   | Ladislav Škantár / Peter Škantár                                                                    | 115,63   |
| C-2 a squadre | Rep. Ceca Ondřej Karlovský / Jakub Jáně Jonáš Kašpar / Marek Šindler Jaroslav Volf / Ondřej Štěpánek | 130,54   | Slovacchia Pavol Hochschorner / Peter Hochschorner Ladislav Škantár / Peter Škantár Tomáš Kučera / Ján Bátik | 136,89   | Regno Unito David Florence / Richard Hounslow Rhys Davies / Matthew Lister Adam Burgess / Greg Pitt | 141,59   |
| Kayak         | |          | |          | |          |
| K-1           | Vavřinec Hradilek                                                                                    | 94,52    | Jiří Prskavec                                                                                                | 95,90    | Mateusz Polaczyk                                                                                    | 95,98    |
| K-1 a squadre | Italia Daniele Molmenti Andrea Romeo Giovanni De Gennaro                                             | 109,60   | Polonia Grzegorz Polaczyk Mateusz Polaczyk Dariusz Popiela                                                   | 111,10   | Francia Boris Neveu Étienne Daille Matthieu Biazizzo                                                | 112,12   |

### Donne
| Evento        | Oro                                                          | Perform. | Argento                                                   | Perform. | Bronzo                                           | Perform. |
| Canoa         |                                                              |          |                                                           |          |                                                  |          |
| C-1           | Jessica Fox                                                  | 126,09   | Mallory Franklin                                          | 139,08   | Caroline Loir                                    | 139,75   |
| C-1 a squadre | Australia Jessica Fox Rosalyn Lawrence Alison Borrows        | 164,85   | Rep. Ceca Kateřina Hošková Monika Jančová Anna Koblenčová | 166,34   | Germania Mira Louen Lena Stöcklin Karolin Wagner | 174,75   |
| Kayak         |                                                              |          |                                                           |          |                                                  |          |
| K-1           | Émilie Fer                                                   | 115,74   | Nouria Newman                                             | 117,94   | Jasmin Schornberg                                | 118,99   |
| K-1 a squadre | Rep. Ceca Štěpánka Hilgertová Kateřina Kudějová Eva Ornstová | 127,55   | Germania Jasmin Schornberg Claudia Bär Cindy Pöschel      | 138,72   | Slovenia Urša Kragelj Eva Terčelj Ajda Novak     | 138,94   |